# SN 2003X
SN 2003X – supernowa typu Ia odkryta 28 stycznia 2003 roku w galaktyce UGC 11151. W momencie odkrycia miała maksymalną jasność 17,00m.